# Kráľová nad Váhom
Kráľová nad Váhom es un municipio del distrito de Šaľa en la región de Nitra, Eslovaquia, con una población estimada a final del año 2024 de 1857 habitantes.
Se encuentra ubicado al oeste de la región, cerca del río Váh (cuenca hidrográfica del Danubio) y de la frontera con la región de Trnava.

## Demografía
| Año        | 1994 | 2004    | 2014    | 2024    |
| ---------- | ---- | ------- | ------- | ------- |
| Población  | 1498 | 1574    | 1724    | 1857    |
| Diferencia |      | +5,07 % | +9,52 % | +7,71 % |

| Año        | 2023 | 2024    |
| ---------- | ---- | ------- |
| Población  | 1863 | 1857    |
| Diferencia |      | −0,32 % |